# Petit-Saint-Jean (Amiens)
Le Petit-Saint-Jean est un quartier d'Amiens, situé au sud-ouest de la ville.

## Historique
Le quartier du Petit-Saint-Jean est un ancien village qui a gardé un aspect champêtre jusqu'au début du XXIe siècle. Il connaît aujourd'hui une extension urbaine. 
Le Petit-Saint-Jean fut doté au XIXe siècle de son église néo-gothique et d'un orphelinat ainsi que d'un hippodrome. La filature de laine Gamand-Cazier fut créée dans le quartier à la fin du siècle.

## Morphologie du quartier
Le quartier a gardé jusqu'à la fin du XXe siècle une allure champêtre avec ses maisons de type « amiénoise ». Le cœur du quartier s'organise à partir du carrefour de l'église Saint-Jean-Baptiste, de l'ancien orphelinat et des écoles qui sont autant de points de repères dans le paysage urbain. Il est traversé par la Basse Selle. L'axe majeur est la Grande-Rue du Petit-Saint-Jean qui relie l'église Saint-Jean-Baptiste à Pont-de-Metz, commune limitrophe d'Amiens. Du carrefour de l'église la rue des Deux-Ponts relie le quartier à Renancourt. Des axes secondaires sillonnent le quartier. A la limite sud-ouest des cités ouvrières connaissent aujourd'hui de profondes transformations.